# Le Choc
Le Choc is een Franse film  van Robin Davis die uitgebracht werd in 1982. 
De film is gebaseerd op de polar La Position du tireur couché (1982) van Jean-Patrick Manchette.

## Samenvatting
Martin Terrier, een huurmoordenaar, heeft een laatste 'klus' achter de rug. Wanneer hij Cox, zijn opdrachtgever, meldt dat hij ermee wil kappen is dat duidelijk niet naar diens zin. Nadat hij op het nippertje ontsnapt is aan een aanslag duikt hij onder op een kalkoenkwekerij die hij bezit in Bretagne. Het bedrijf wordt gerund door Claire et Félix Chevalier. Cox laat het daar echter niet bij en komt Terrier weer op het spoor...

## Rolverdeling
| Acteur                | Personage                  |
| --------------------- | -------------------------- |
| Alain Delon           | Martin Terrier / Christian |
| Catherine Deneuve     | Claire                     |
| Philippe Léotard      | Félix                      |
| François Perrot       | Cox                        |
| Étienne Chicot        | Michel                     |
| Stéphane Audran       | Jeanne Faulques            |
| Féodor Atkine         | Borévitch alias Boro       |
| Catherine Leprince    | Mathilde                   |
| Jean-Louis Richard    | Maubert, DST-inspecteur    |
| Franck-Olivier Bonnet | Silvio                     |
| Dany Kogan            | Rosana                     |
| Myriam Pisacane       | 'l'ange bleu'              |
| Jean-Jacques Scheffer | een terrorist              |
| Peter Bronke          | een terrorist              |